# Khadar Ayderus Ahmed
Khadar Ayderus Ahmed (* 10. Januar 1981 in Mogadischu) ist ein somalischer, in Finnland lebender Drehbuchautor und Filmregisseur.

## Leben
Khadar Ayderus Ahmed wurde 1981 in Somalias Hauptstadt Mogadischu geboren. Im Alter von 16 Jahren kam er gemeinsam mit seiner Familie als Flüchtling nach Finnland.
Durch ein Gespräch mit seinem Bruder während einer Familientrauerfeier im Sommer 2011 kam er auf die Idee für den Film The Gravedigger’s Wife. Sein Bruder hatte ihn gefragt, ob er denn wüsste, wie lang es in Somalia dauert, bis jemand beerdigt wird, nachdem er gestorben ist. Der im Alter von 16 Jahren nach Finnland ausgewanderte Regisseur, der dort die Erfahrung machte, dass dies schon mal gut zwei Wochen dauern kann, wusste nicht, dass es in Somalia lediglich ein paar Stunden sind. „Es gibt dort immer eine Gruppe von Totengräbern vor dem Krankenhaus, die nur darauf warten, dass jemand stirbt“, so der Regisseur. Über seine Arbeit sagt Ahmed, er schreibe immer über Charaktere, die er kennt und an denen er dicht dran ist. Zudem sei es ihm wichtig, dass er bei seinen Filmen immer People of Colour in den Hauptrollen hat.
Die Premiere des Films erfolgte im Juli 2021 bei den Filmfestspielen in Cannes in der Semaine internationale de la critique. Es handelt sich bei The Gravedigger’s Wife nach einer Reihe von Kurzfilmen um Ahmeds Langfilmdebüt. The Gravedigger’s Wife wurde von Somalia als Beitrag für die Oscarverleihung 2022 in der Kategorie Bester Internationaler Film eingereicht. Es handelt sich um die erste Einreichung Somalias.

## Auszeichnungen
African Movie Academy Award
- 2021: Nominierung für das Beste Regiedebüt (The Gravedigger’s Wife)
- 2021: Nominierung für die Beste Regie (The Gravedigger’s Wife)
- 2021: Auszeichnung als Bester Film (The Gravedigger’s Wife)
- 2021: Auszeichnung als Bester afrikanischsprachiger Film (The Gravedigger’s Wife)[8][9]

Internationale Filmfestspiele von Cannes
- 2021: Nominierung in der Semaine internationale de la critique (The Gravedigger’s Wife)
- 2021: Nominierung für die Caméra d’Or (The Gravedigger’s Wife)

Toronto International Film Festival
- 2021: Lobende Erwähnung beim Amplify Voices Award (The Gravedigger’s Wife)